# 스카이 S.T.듀퐁
팬택 스카이 S.T.듀퐁(PantechSKY S.T.Dupont)은 팬택이 2009년 9월 26일에 출시한 피처폰이다. 프랑스의 S.T. 듀퐁사와 제휴하여 출시했다.

## 외형
- 색깔 : 블랙(금장) 한 종류만 출시
- 금장 : 제품 상단 'S.T. Dupont' 로고가 새겨진 부분이 18K 금이며, 제품 패키지에 18K Gold 보증서가 동봉되어 있다.
- 클링 사운드 : 듀퐁 라이터의 특유의 클링 사운드가 전자음으로 구현되어, 상단의 라이터처럼 생긴 홀드 커버를 열면 라이터 소리가 난다.